# 수원초등학교 (제주)
수원초등학교는 대한민국 제주특별자치도 제주시 한림읍 대림리에 있는 공립 초등학교이다.

## 학교 연혁
- 1946년	9월 1일 수원공립국민학교 인가
- 1946년	12월 12일 개교
- 1950년	6월 5일 수원국민학교로 개칭 6학급 인가
- 1966년	3월 1일 12학급 인가
- 1981년	2월 5일 병설유치원 인가
- 1984년	3월 1일 특수학급 1학급 인가
- 1996년	3월 1일 수원초등학교로 명칭 변경
- 2010년 2월 6일 꿈빛관(급식소 및 다목적 강당)개관
- 2012년 9월 21일 천연잔디 운동장 개장
- 2016년	3월 1일 제26대 오정자 교장 부임
- 2016년 9월 6일 도서관 리모델링
- 2017년	2월 10일 제68회 졸업(졸업생 남 16명, 여 4명), 졸업생 총수: 3,926명
- 2017년	3월 1일 9학급 인가(특수학급 포함, 남 82명, 여 68명, 계 150명)
- 2019년 1월 25일 제70회 졸업(졸업생 남 8명, 여 5명), 졸업생 총수: 3,962명
- 2019년 3월 1일 9학급 인가(특수학급 포함, 남 91명, 여 76명, 계 167명)
- 2019년 3월 1일 제27대 김상수 교장 부임

## 참고 자료
- 수원초등학교 - 한국교육학술정보원 학교알리미